# Lods
Lods – miejscowość i gmina we Francji, w regionie Burgundia-Franche-Comté, w departamencie Doubs.
Według danych na rok 1990 gminę zamieszkiwały 284 osoby, a gęstość zaludnienia wynosiła 45 osób/km² (wśród 1786 gmin Franche-Comté Lods plasuje się na 469. miejscu pod względem liczby ludności, natomiast pod względem powierzchni na miejscu 699.).